# 香薷
香薷是一种中药材，来源于几种唇形科植物。